# 浦田正夫
浦田 正夫（うらた まさお、1910年5月1日 - 1997年11月30日）は、日本画家、日本芸術院会員。
熊本県山鹿市生まれ。浦田家は祖父から続く画家の家系で、伯父に高橋廣湖がいる。松岡映丘らに師事。東京美術学校日本画科卒。1973年日展文部大臣賞受賞、1978年日本芸術院賞受賞、1988年芸術院会員。1993年、勲三等瑞宝章受章。
代表作に「蔓（かずら）」、「松」など。北関東や東北の自然を描いた。 